# Szymon Abramowicz
Szymon Abramowicz, właśc. Chaim Sumer (ur. 23 maja 1913 w Częstochowie, zm. 6 stycznia 1944 we wsi Czech) – działacz Komunistycznej Partii Polski i żołnierz Żydowskiej Organizacji Bojowej.

## Życiorys
Urodził się w drobnomieszczańskiej rodzinie żydowskiej, syn Ajzyka, rzeźnika oraz Ruchli z Makowskich. Jego ojciec zginął w 1942 roku w Treblince, a matka z siostrą w 1943 roku w getcie warszawskim.
Ukończył Gimnazjum Żydowskie w rodzinnym mieście, następnie podjął pracę w masarni ojca. W 1932 wstąpił w szeregi Komunistycznego Związku Młodzieży Polskiej, by następnie zapisać się do Komunistycznej Partii Polski. W następnym roku został za działalność aresztowany i skazany przez Sąd Okręgowy w Kielcach wyrokiem z 27 listopada 1933 na rok więzienia. Po odbyciu kary, nadal angażował się w działalność komunistyczną. W 1936 został członkiem Komitetu Dzielnicowego KZMP w Częstochowie.
Podczas II wojny światowej został uwięziony w getcie częstochowskim, gdzie podjął pracę w warsztacie i magazynie mebli przy ulicy Wilsona 20/22. W getcie był jednym z propagatorów zbrojnego oporu, miał wziąć udział w międzypartyjnej konferencji założycielskiej organizacji bojowej. Przygotowania zostały jednak przerwane przez akcję likwidacyjną getta we wrześniu 1942 roku. Wraz z zalążkami organizowanej przez niego grupy, w jego zakładzie pracy udało mu się ukryć wielu Żydów. Od listopada 1942 roku przebywał w tzw. małym getcie
Pod koniec 1942 roku w Częstochowie został utworzony oddział Żydowskiej Organizacji Bojowej, którego Abramowicz został zastępcą komendanta Mordechaja Zilberberga. Gdy 25 czerwca 1943 roku policja niemiecka zaatakowała magazyn broni organizacji, w której poległa większość członków grupy. Abramowiczowi udało się zbiec z getta i dołączyć do oddziału partyzanckiego Gwardii Ludowej im. Józefa Bema. Zginął o świcie, 6 stycznia 1944 roku we wsi Czech, podczas walki z żandarmerią niemiecką.